# Mette Dencker
Mette Hjermind Dencker (født 24. maj 1978 i Odder) er en dansk parterapeut, coach og politiker. Hun var medlem af Folketinget for Dansk Folkeparti fra 2011 til 2022 valgt i Østjyllands Storkreds. Hun har tillige været medlem af Hvidovre Kommunalbestyrelse for partiet.

## Baggrund
Dencker er født i Odder i 1978 som datter af massør Niels-Jørn Hjermind og salgskonsulent Birgit Hjermind.
Dencker blev sproglig student fra Odder Gymnasium og Viby Gymnasium i 1999 og er efterfølgende uddannet psykoterapeut, coach og negletekniker. Hun har arbejdet som par- og familieterapeut, kursusleder og coach ved Håndsrækningen Terapi og Kurser siden 2007.
Mette Dencker er tidligere gift med Mikkel Dencker, der frem til valget 2019 var medlem af Folketinget for Dansk Folkeparti. De blev skilt i sommeren 2018.
De har 2 børn sammen. Hun har desuden et barn fra et tidligere forhold.
I 2021 blev hun tildelt Ridderkorset.

## Politiske karriere
Hendes politiske karriere begyndte som næstformand for Dansk Folkepartis Ungdom (DFU) i Århus i 1999, hvor hun to år senere blev formand. Fra 2001 til 2004 sad hun i DFU's hovedbestyrelse.
I 2006 blev hun medlem af kommunalbestyrelsen i Hvidovre Kommune.
Hun blev opstillet til Folketinget i Skanderborgkredsen i 2010 og blev indvalgt ved folketingsvalget 2011.
Hun var partiets forbrugerordfører og landdistriktsordfører.